# Palyas aura
Palyas aura là một loài bướm đêm trong họ Geometridae.